# WrestleMania 36
WrestleMania 36 fue la trigésima sexta edición de WrestleMania, un evento pago por visión (PPV) de lucha libre profesional producido por la WWE. Tuvo lugar el 25 de marzo y el 26 de marzo de 2020 en el WWE Performance Center en Orlando, Florida, y se emitió en pago por visión y el WWE Network el 4 de abril y el 5 de abril de 2020. 
Originalmente estaba programado para llevarse a cabo únicamente el 5 de abril de 2020 en el Raymond James Stadium en Tampa (Florida) para transmitirse en vivo pero, debido a la pandemia mundial de COVID-19 que ha dejado en Estados Unidos, hasta el día anterior a Wrestlemania, más de 320.000 infectados y más de 8.000 muertos, WWE anunció planes para dividir Wrestlemania 36 en 2 noches, reubicando las dos veladas en el WWE Performance Center en Orlando, Florida (donde se ha originado toda la programación de WWE sin público, desde el comienzo de la pandemia), ambas sin espectadores, por lo que fue el primer WrestleMania que se transmitió en dos noches y el primero que se realiza sin público presente en el escenario. El tema musical del evento fue "Blinding Lights" de The Weeknd.

## Producción
WrestleMania es considerado el evento insignia de la WWE, habiendo sido celebrado por primera vez en 1985. Es el evento de lucha libre profesional más antiguo de la historia y se celebra anualmente entre mediados de marzo y mediados de abril. Fue el primero de los cuatro eventos pago por visión originales de la WWE, que incluyen Royal Rumble, SummerSlam y Survivor Series. WrestleMania está clasificada como la sexta marca deportiva más valiosa del mundo por Forbes, y ha sido descrita como el Super Bowl del entretenimiento deportivo. Este será el tercer WrestleMania que se llevará a cabo en la ciudad de Orlando, y el cuarto en el estado de Florida (después de las ediciones XXIV y 33, también en Orlando, y la edición XXVIII, en Miami Gardens).
El evento originalmente iba a tener lugar en el Raymond James Stadium en Tampa, Florida, únicamente el 5 de abril de 2020 y se emitiría en vivo. Luego que la pandemia mundial de coronavirus de 2019-2020 se extendiera en Estados Unidos y Canadá, otras promociones de lucha libre norteamericanas cancelaron sus shows en un intento por evitar una mayor propagación del virus causante del COVID-19. Al hablar con el Tampa Bay Times sobre cómo este brote podría afectar a WrestleMania 36, la directora de marcas de WWE, Stephanie McMahon, dijo: "La salud y la seguridad no solo de nuestra base de fanáticos, sino también de nuestras superestrellas, realmente es lo primero ... No quiero poner a nadie en una mala situación, independientemente de las circunstancias. Esos no son riesgos que valga la pena correr". El vicepresidente ejecutivo de eventos especiales de WWE, John Saboor, señaló además que estaban monitoreando constantemente los eventos mundiales. Funcionarios del gobierno de la ciudad de Tampa celebraron una reunión el 12 de marzo para determinar si el evento debería cancelarse o reprogramarse; se decidió que WrestleMania 36 continuaría según lo planeado. A pesar de ello, el comisionado del condado de Hillsborough, Les Miller, declaró que si la situación de salud no mejoraba para la semana siguiente, cancelaría WrestleMania 36 si la WWE no lo hacía por cuenta de ellos mismos. WWE declaró después que tenían un plan de contingencia listo en caso de que el evento fuera cancelado en Tampa, como en efecto sucedió.
El 16 de marzo, WWE anunció que el evento se llevará a cabo en el WWE Performance Center en Orlando, con sólo la asistencia del personal esencial para la transmisión del evento, como se ha venido haciendo con todos los programas semanales de WWE grabados en este escenario desde comienzos de marzo, cuando el virus causante del Covid-19 empezó a extenderse en Estados Unidos. WWE luego anunció que WrestleMania 36 se dividirá en un evento de dos noches, el 4 y 5 de abril, marcando el primer WrestleMania que se realiza en dos días diferentes. Se había confirmado inicialmente que el WWE Performance Center recibiría sólo una de las dos veladas de Wrestlemania, pero debido a la imposibilidad de encontrar otro sitio en medio de la crisis por la pandemia, WWE confirmó posteriormente que la segunda velada se desarrollaría también en el escenario propiedad de la empresa de lucha libre. Rob Gronkowski, exjugador de la National Football League, quien recientemente había firmado con WWE, también fue anunciado como el anfitrión del evento. Gronkowski ya había aparecido previamente para la WWE en WrestleMania 33 en 2017. Luego se informó que la WWE estaba grabando, por adelantado, varios episodios de sus programas semanales de Raw, SmackDown y NXT, así como también de WrestleMania, entre el 21 y el 26 de marzo (con excepción de la transmisión en vivo del episodio del 23 de marzo de Raw), con WrestleMania programado para ser grabado los días 25 y 26 de marzo, transmitiéndose en diferido al mundo el 4 y 5 de abril.

## Antecedentes
Sintiendo que nadie merecía la oportunidad de desafiarlo en Royal Rumble o WrestleMania, el Campeón de la WWE, Brock Lesnar, decidió participar en el Royal Rumble match masculino como el participante número uno. Lesnar dominó la primera mitad del combate, eliminando a 13 superestrellas, hasta que finalmente fue eliminado por Drew McIntyre, quien finalmente ganaría el combate, ganándose así un combate por un campeonato mundial de su elección en WrestleMania. La noche siguiente en Raw, McIntyre anunció que desafiaría a Lesnar por el Campeonato de la WWE en WrestleMania. En Super ShowDown, Lesnar retuvo el título ante Ricochet, manteniéndolo como el campeón defensor contra McIntyre en WrestleMania.
Después de ganar el Campeonato Universal de la WWE en Super ShowDown, derrotando a "The Fiend" Bray Wyatt el miembro del Salón de la Fama de la WWE Goldberg apareció en el episodio de la noche siguiente de SmackDown y emitió un desafío abierto. Roman Reigns interrumpió y confrontó a Goldberg antes de aceptar el desafío. El combate fue programado para WrestleMania. No obstante, debido a su frágil salud producto de una leucemia diagnosticada en 2008, sometiéndose a un tratamiento médico para detenerla en 2018, Reigns decidió  no viajar a Orlando para las grabaciones de WrestleMania 36, ya que su sistema inmunológico quedaría comprometido aumentando el riesgo de contraer el virus causante del COVID-19. Braun Strowman reemplazó a Reigns para luchar contra Goldberg.
En Royal Rumble, Charlotte Flair de Raw ganó el Royal Rumble Match femenino para ganarse un combate por un campeonato femenino que ella elija en WrestleMania. En el episodio del 3 de febrero de Raw, Flair dijo que había derrotado a las campeonas femeninas de Raw y SmackDown y que había tenido esos títulos varias veces. Luego fue interrumpida por Rhea Ripley, la Campeona Femenina de NXT, un título que Flair solo ha tenido una vez en 2014. Ripley dijo que Flair debería desafiarla, ya que Flair no solo nunca la había vencido, sino que Ripley había vencido a Flair. Flair apareció en el episodio de NXT de esa semana para abordar el desafío, aunque quedó sin respuesta. Ella interrumpió a Bianca Belair, la oponente de Ripley en TakeOver: Portland y también una de las mujeres que Flair eliminó en el Royal Rumble match, antes de que Ripley saliera. Después de que Flair le faltó el respeto a Belair, tanto Ripley como Belair atacaron a Flair. Después del combate de Ripley en el siguiente Raw, ella dijo que quería una respuesta de Flair, quien nuevamente demoró en dar una, señalando que Ripley podría no ser campeona después de TakeOver: Portland ese fin de semana. Después de que Ripley retuvo su título en TakeOver: Portland, fue emboscada por Flair, quien aceptó su desafío para un combate en WrestleMania, marcando la primera vez que el/la ganador/a de un Royal Rumble match decide escoger un campeonato de NXT para competir en WrestleMania, con el título en sí mismo siendo el primer campeonato de NXT en ser defendido en el evento.
John Cena, quien apareció por última vez durante Raw Reunion en julio de 2019, regresó durante el episodio del 28 de febrero de 2020 de SmackDown para abordar su papel en WrestleMania. Cena dijo que no aparecería en el evento, ya que los lugares en WrestleMania debían ganarse. Cuando Cena dio un saludo de despedida al público desde el escenario, las luces se apagaron. Cuando se iluminaron, "The Fiend" Bray Wyatt apareció detrás de Cena. The Fiend luego señaló al letrero de WrestleMania, señalando un desafío a Cena, quien simplemente asintió en aceptación. Luego se programó un combate entre los dos para el evento, que sería una revancha de WrestleMania XXX en 2014.
En Survivor Series, la entonces Campeona Femenina de NXT Shayna Baszler ganó un combate de supremacía de marcas no titular contra las campeonas femeninas de Raw y SmackDown. Después del combate, la Campeona Femenina de Raw, Becky Lynch, atacó a Baszler y la puso a través de una mesa de anuncios. Después de perder el Campeonato Femenino de NXT, Baszler apareció en Royal Rumble como la última participante en el Royal Rumble match femenino, terminando como una de las dos últimas luchadoras en el combate, siendo finalmente eliminada por la eventual ganadora Charlotte Flair. Tras una defensa del título de Lynch en el episodio del 10 de febrero de Raw, Baszler atacó a Lynch y la mordió en la nuca, reavivando así su feudo. En Elimination Chamber, Baszler participó en un Elimination Chamber match donde eliminó a todas sus oponentes sola para ganar el combate y ganarse un combate por el Campeonato Femenino de Raw contra Lynch en WrestleMania.

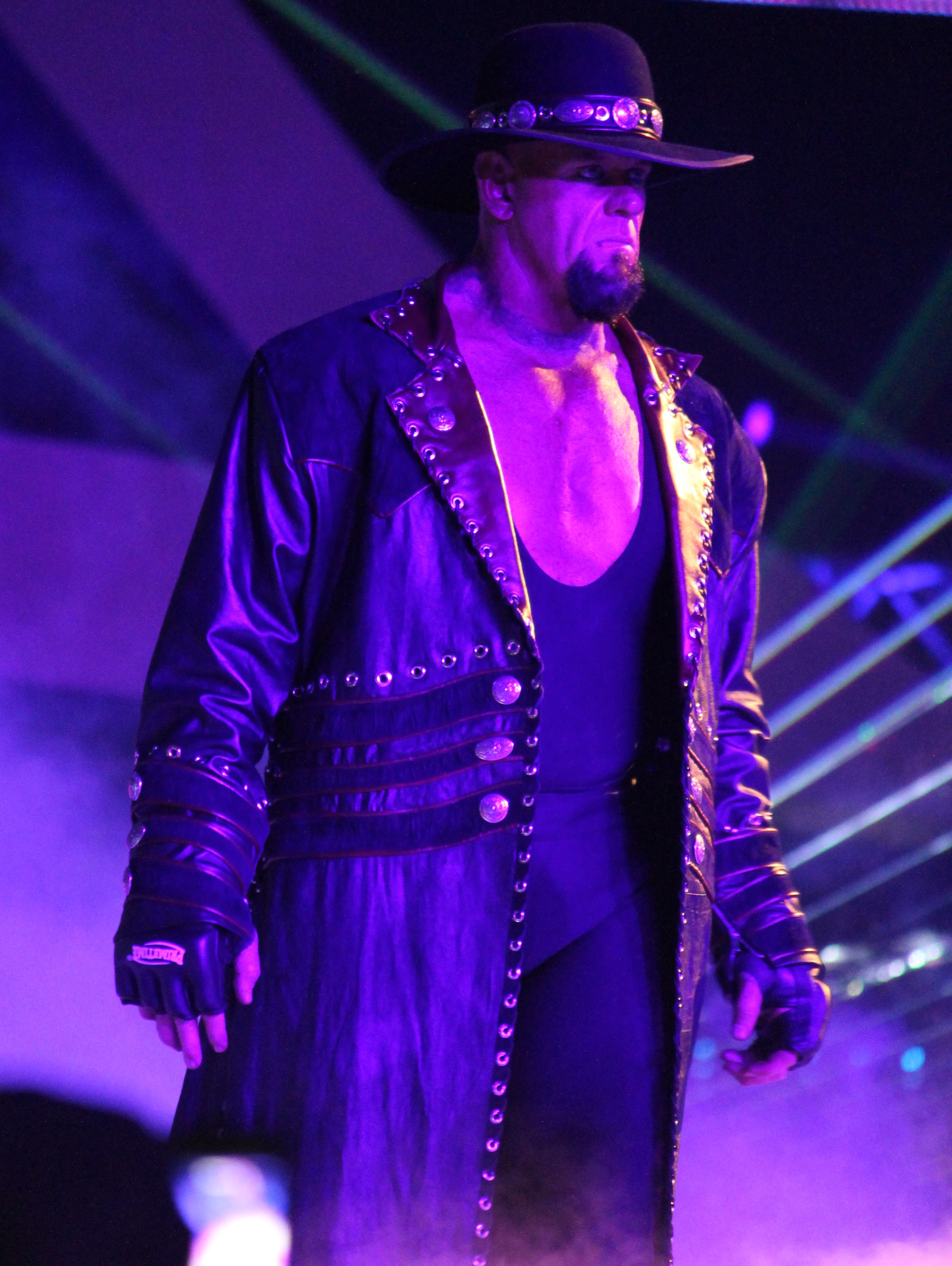
The Undertaker tuvo su último combate en WrestleMania 36 contra AJ Styles, pues meses más adelante anunciaría su retiro como luchador profesional después de tres décadas.

En Super ShowDown, AJ Styles participó en un Gauntlet match por el Trofeo Tuwaiq. El participante final, Rey Mysterio, fue emboscado detrás del escenario por los compañeros de equipo de Styles en The O.C., Luke Gallows y Karl Anderson, lo que llevó a Styles a declararse ganador por abandono. Sin embargo, The Undertaker regresó por sorpresa, ocupando el lugar de Mysterio, y derrotó a Styles para ganar el combate y el trofeo. En el siguiente Raw, un Styles descontento se burló de The Undertaker por seguir luchando y emitió una advertencia contra él. The Undertaker luego apareció en Elimination Chamber y le costó a Styles su combate. La noche siguiente en Raw, Styles incitó a Undertaker al citar a su esposa Michelle McCool, culpándola de ser la razón por la cual The Undertaker sigue volviendo a luchar. Styles desafió a The Undertaker a un combate en WrestleMania. La semana siguiente se realizó una firma de contrato para el combate.
Después de verse obligado a retirarse en 2011 debido a una grave lesión en el cuello, Edge regresó en Royal Rumble durante el combate homónimo masculino, donde tuvo una breve reunión con su compañero de equipo de Rated-RKO Randy Orton; Edge eliminó a Orton antes de su propia eliminación. En el siguiente Raw, Edge explicó que después de una segunda cirugía de cuello y mucha determinación, pudo regresar al ring y podría retirarse en sus propios términos. Orton luego le dio la bienvenida a Edge y sugirió reformar Rated-RKO, solo para inmediatamente realizar un «RKO» a Edge. Después de atacar el cuello de Edge con una silla, Orton golpeó la cabeza de Edge entre dos sillas en una maniobra conocida como «Con-chair-to», que Edge había hecho famosa. La esposa de Edge y también luchadora Beth Phoenix apareció en el episodio del 2 de marzo de Raw para dar una actualización médica sobre Edge. Orton interrumpió y dijo que atacó a Edge para mantenerlo en casa para que pudiera seguir siendo esposo y padre. Luego culpó a Phoenix por el ataque, alegando que ella permitió que Edge volviera al ring. Phoenix abofeteó a Orton, quien a su vez le realizó un «RKO». Edge hizo su regreso la semana siguiente. Orton intentó atacar a Edge, pero Edge realizó un «RKO» a Orton. Después de que Orton se retiró, Edge realizó el «Con-chair-to» en MVP como una advertencia a Orton. Edge luego retó a Orton a un combate de Last Man Standing match en WrestleMania, que se oficializó.
En Survivor Series, Seth Rollins sirvió como capitán del Team Raw para el Traditional Survivor Series Elimination Match masculino, pero cuestionó la lealtad de Kevin Owens al equipo debido a que Owens apareció en NXT TakeOver: WarGames; Raw sufrió una derrota considerable en el evento, solo ganando uno de los siete combates intermarca. Rollins criticó al plantel de Raw y nuevamente cuestionó la lealtad de Owens, quien respondió realizando un «Stunner» en Rollins. Owens se convirtió en el objetivo de AOP (Akam & Rezar). Owens acusó a Rollins de estar detrás de los ataques de AOP, pero Rollins negó las acusaciones, aunque finalmente se unió a AOP, cambiando a heel. Rollins comenzó a llamarse a sí mismo como un "mesías" y reclutó a Murphy en su nueva facción con AOP; Rollins y Murphy finalmente ganaron el Campeonato en Parejas de Raw juntos. En Royal Rumble, Rollins eliminó a Owens del combate homónimo masculino gracias a la ayuda de AOP y Murphy. Rollins y Murphy perdieron su título en un episodio de Raw, y durante una revancha en Elimination Chamber, Owens les costó su combate y luego realizó un «Stunner» en Rollins. La noche siguiente en Raw, Rollins retó a Owens a un combate en WrestleMania, que fue aceptado por Owens la semana siguiente.
En el pre-show de Survivor Series, Heavy Machinery (Otis y Tucker) participaron en una batalla real por equipos entre marcas que fue ganada por Dolph Ziggler y Robert Roode; los dos equipos entraron en una riña después del evento. También durante este tiempo, Otis inició un romance con Mandy Rose. En el episodio del 14 de febrero de SmackDown, Otis tenía una cita programada para el Día de San Valentín con Rose; sin embargo Ziggler llegó primero, lo que provocó que Otis se fuera entristecido. En el episodio del 6 de marzo, Otis se disculpó con Rose, pero esta rechazó la disculpa. Heavy Machinery luego participó en el Eliminación Chamber match por el Campeonato de Parejas de SmackDown, donde fueron eliminados por Ziggler y Roode. En el episodio del 20 de marzo, Ziggler distrajo a Otis durante su lucha por equipos mostrando fotos de él y Rose juntos, lo que enfureció a Otis y provocaría que Heavy Machinery fuera descalificado, costándole una oportunidad titular. Ziggler, que incrementaba su interés hacia Rose, luego desafió a Otis a un combate en WrestleMania y este aceptó. En el último SmackDown antes de WrestleMania, un hacker misterioso (que más tarde se reveló que era Mustafa Ali) apareció en el TitanTron durante el combate de Ziggler con Tucker y reveló que Sonya Deville, compañera y amiga de Rose, había conspirado con Ziggler para sabotear la cita de San Valentín.

## Resultados

### Día 1: 4 de abril
Entre paréntesis, se indica el tiempo de cada combate.
- Kick-Off: Cesaro derrotó a Drew Gulak (4:25).[39][40]
  - Cesaro cubrió a Gulak después de un «Air Spin».
- Alexa Bliss & Nikki Cross derrotaron a The Kabuki Warriors (Asuka & Kairi Sane) y ganaron el Campeonato Femenino en Parejas de la WWE (15:05).[41][42]
  - Bliss cubrió a Sane después de un «Twisted Bliss».
- Elias derrotó a King Corbin (9:00).[41][43]
  - Elias cubrió a Corbin con un «Roll-Up».
- Becky Lynch derrotó a Shayna Baszler y retuvo el Campeonato Femenino de Raw (8:32).[41][44]
  - Lynch cubrió a Baszler después de revertir un «Kirifuda Clutch» en un «Roll-Up».
- Sami Zayn (con Shinsuke Nakamura & Cesaro) derrotó a Daniel Bryan (con Drew Gulak) y retuvo el Campeonato Intercontinental (9:20).[41][45]
  - Zayn cubrió a Bryan después de un «Helluva Kick» en el aire.
  - Durante la lucha, Nakamura & Cesaro interfirieron a favor de Zayn, mientras que Gulak interfirió a favor de Bryan.
- John Morrison derrotó a Kofi Kingston y Jimmy Uso en un Ladder Match y retuvo el Campeonato en Parejas de SmackDown (18:30).[41][46]
  - Morrison ganó la lucha después de que descolgara los campeonatos.
  - Originalmente, era un Tag Team Ladder Match entre Morrison & The Miz, Jimmy & Jey Uso y Kingston & Big E, pero fue reformulada por un problema de salud de The Miz.
- Kevin Owens derrotó a Seth Rollins en un No Disqualification Match (17:20).[41][47]
  - Owens cubrió a Rollins después de un «Stunner».
  - Originalmente, Owens ganó por descalificación después de que Rollins lo atacara con la campana, pero Owens hizo reiniciar la lucha como un No Disqualification Match.
- Braun Strowman derrotó a Goldberg y ganó el Campeonato Universal de la WWE (2:10).[41][48]
  - Strowman cubrió a Goldberg después de cuatro «Running Powerslam».
  - Originalmente Roman Reigns era el oponente Goldberg, pero fue reemplazado por Braun Strowman ya que se había ausentado debido a la pandemia del coronavirus.
- The Undertaker derrotó a AJ Styles (con Luke Gallows & Karl Anderson) en un Boneyard Match (19:00).[41][49]
  - The Undertaker ganó la lucha después de enterrar a Styles.
  - Durante la lucha, Gallows & Anderson interfirieron a favor de Styles, así como también varios monjes siniestros.
  - Como resultado, The Undertaker aumentó su marca de victorias en WrestleMania a 25-2.
  - Esta fue la última lucha de The Undertaker como luchador profesional activo.

### Día 2: 5 de abril
Entre paréntesis, se indica el tiempo de cada combate.
- Kick-Off: Liv Morgan derrotó a Natalya (6:25).[40]
  - Morgan cubrió a Natalya con un «Roll-Up».
- Charlotte Flair derrotó a Rhea Ripley y ganó el Campeonato Femenino de NXT (20:30).[50]
  - Flair forzó a Ripley a rendirse con un «Figure-Eight Leglock».
  - Está fue la primera vez que un campeonato de NXT se defendió en WrestleMania.
- Aleister Black derrotó a Bobby Lashley (con Lana) (7:20).[51]
  - Black cubrió a Lashley después de un «Black Mass».
  - Durante la lucha, Lana interfirió a favor de Lashley.
- Otis derrotó a Dolph Ziggler (con Sonya Deville) (8:11).[52]
  - Otis cubrió a Ziggler después de un «Caterpillar».
  - Durante la lucha, Deville interfirió a favor de Ziggler, mientras que Mandy Rose interfirió a favor de Otis.
  - Después de la lucha, Rose celebró con Otis.
- Edge derrotó a Randy Orton en un Last Man Standing Match (36:35).[53]
  - Edge ganó la lucha después de que Orton no pudiera levantarse antes de la cuenta de 10 después de que Edge le aplicara un «Con-chair-to».
- The Street Profits (Angelo Dawkins & Montez Ford) derrotaron a Austin Theory & Angel Garza (con Zelina Vega) y retuvieron el Campeonato en Parejas de Raw (6:20).[54]
  - Dawkins cubrió a Theory después de un «Frog Splash» de Ford.
  - Después de la lucha, Garza, Theory & Vega atacaron a Dawkins, pero fueron detenidos por Ford & Bianca Belair.
  - Originalmente, Andrade sería el compañero de Garza, pero fue reemplazado por Theory debido a una lesión.
- Bayley derrotó a Naomi,  Sasha Banks, Tamina y Lacey Evans en un Fatal 5-Way Elimination Match y retuvo el Campeonato Femenino de SmackDown (19:20).[55]
  - Naomi, Banks, Bayley y Evans cubrieron a Tamina después de una combinación de «Diving Elbow Drop» de Bayley, «Frog Splash» de Banks, «Double Springboard Moonsault» de Evans y «Split Legged Moonsault» de Naomi (6:19).
  - Banks forzó a Naomi a rendirse con un «Bank Statement» (10:06).
  - Evans cubrió a Banks después de un «Women's Right» (13:32).
  - Bayley cubrió a Evans después de un «Backstabber» de Banks seguido de un «Rose Plant»(19:33).
  - Durante la lucha, Banks interfirió a favor de Bayley después de haber sido eliminada (19:13).
- "The Fiend" Bray Wyatt derrotó a John Cena en un Firefly FunHouse Match (13:00).[56]
  - Wyatt cubrió a Cena después de un «Sister Abigail» seguido de un «Mandible Claw».
- Drew McIntyre derrotó a Brock Lesnar (con Paul Heyman) y ganó el Campeonato de la WWE (4:35).[57]
  - McIntyre cubrió a Lesnar después de tres «Claymore».
  - Posteriormente Drew McIntyre derrotó a The Big Show y retuvo el Campeonato de la WWE. (6:55)
  - McIntyre cubrió a Show después de un «Claymore».
  - Esta lucha se emitió en Raw al día siguiente.
  - Este combate no fue televisado ese día en cambio se transmitió el día siguiente.
  - Este fue el único combate en toda la historia de WrestleMania en ser oficialmente el último del show y no ser considerado el main event.

## Récord de asistencia
WWE en la mitad del evento hizo el anuncio de que la edición número 36 de WrestleMania había alcanzado un récord insólito de asistencias contabilizando un total de 0 fanáticos en la arena el día de la realización del evento debido a la pandemia de COVID-19 que se suscito ese año.

## Recepción
El evento fue recibido positivamente por los fanáticos y recibió críticas de mixtas a positivas de la crítica. Si bien la mayoría estaba de acuerdo con que WrestleMania 36 sufrió de un pésimo evento principal y la ausencia de una audiencia en vivo, muchos sintieron que el evento excedió las expectativas, con los críticos y los fanáticos enormemente aplaudiendo la Boneyard Match y la Firefly Fun House Match como las mejores luchas del evento por su unicidad y tono exagerado (y en el caso de la última, su inventividad y humor); La lucha por el Campeonato en Parejas de Smackdown y la lucha entre Owens y Rollins también fueron destacadas por la mayoría de los críticos.
Brent Brookhouse de CBS Sports dio una reseña positiva, reconociendo que "muchos fanáticos estaban comprensivamente dudosos para creer que WWE podría entregar un espectáculo merecedor del título de Wrestlemania, pero de algun forma la compañia logró lo aparentemente imposible al entregar dos noches de lucha libre convincente sin miles de millones de fanaticos presentes." El calificó las luchas de Boneyard y Firefly Fun House como las mejores de la Parte 1 y 2, respectivamente, notando que en contraste con los previos intentos del a WWE para "recrear la magia del 'Broken Universe' de Matt Hardy", la primera "clavó la ejecución al poner el balance correcto entre acción tensa y presentación exagerada", y la segunda fue descrita como "las películas independientes de terror psicológico traídas a la lucha libre."